# Beauchamp (Adelsgeschlecht, Bedford)
Die Familie Beauchamp war eine anglonormannische Adelsfamilie, die von etwa 1080 bis um 1265 die führende Adelsfamilie in Bedfordshire war. Der Familie hatte vor allem in Bedfordshire, aber auch in Buckinghamshire, Hertfordshire, Cambridgeshire, Essex und Huntingdonshire Landbesitz, der zu Beginn des 13. Jahrhunderts über 45 Knight’s fee umfasste. Trotz der lokalen Vorherrschaft der Familie in Bedfordshire hatten aber nur wenige Angehörige der Familie größere politische Bedeutung. Es gibt keinen Beleg, dass die Familie mit der Familie Beauchamp aus Worcester verwandt war.

## Die Familie von etwa 1080 bis zum Ende der Anarchy
Begründer der Familie war der vermutlich aus der Normandie stammende Hugh de Beauchamp, der durch die Heirat mit Matilda, der Erbin von Ralf Tallebosc und von dessen Frau Azelina sowie umfangreichen Landbesitz in Bedfordshire und Cambridgeshire erwarb. Damit wurde er nach der Krone zum größten Landbesitzer von Bedfordshire. Mittelpunkt der Besitzungen war Bedford Castle, für das die Familie das erbliche Amt des Constable beanspruchte. Während der sogenannten Anarchy war Bedford Castle zwischen der Tochter von Hughs ältesten Sohn Simon und den Söhnen seines zweiten Sohnes Robert umstritten, bis König Heinrich II. die Burg in den 1150er Jahren an Payn de Beauchamp, einem Sohn von Robert gab.

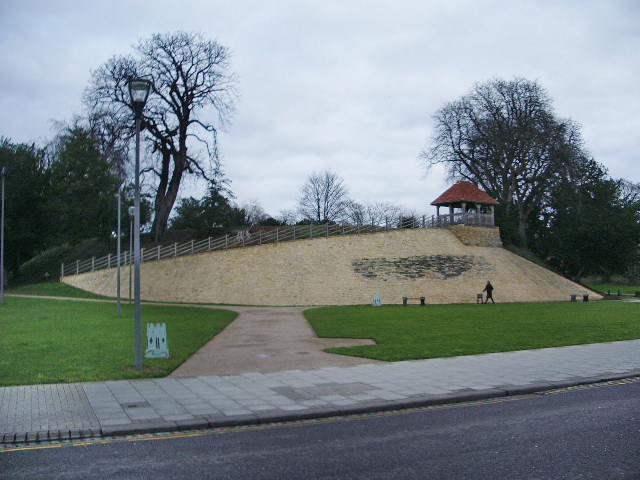
Die Burgstelle von Bedford Castle 2007. Von Bedford Castle, dem Mittelpunkt der Besitzungen der Familie Beauchamp, sind fast keine Überreste mehr vorhanden.

## Die Familie unter den Königen aus dem Haus Plantagenet bis 1265
Wie viele ihrer Zeitgenossen machten die Beauchamps Schenkungen zugunsten von Kirchen und Klöstern. Hatte die Familie im 11. und 12. Jahrhundert unter anderem St Albans und Bermondsey bedacht, stiftete Rohese, die Frau von Payn de Beauchamp, um 1150 Chicksands Priory. Ihr Sohn Simon de Beauchamp wandelte um 1166 das Kollegiatstift in Newnham bei Bedford in ein Priorat um. Simons Sohn William de Beauchamp gehörte während des Ersten Kriegs der Barone zu den Rebellen gegen den König. 1215 wurde deshalb Bedford Castle von königlichen Truppen unter Falkes de Bréauté erobert. Nach dem Ende des Kriegs der Barone wollte Bréauté die Burg nicht wieder herausgeben. Er rebellierte gegen den König, der daraufhin die Burg 1224 erobern und zerstören ließ. William de Beauchamp erhielt die Burg unter der Bedingung zurück, sie nicht wieder zu befestigen. Williams jüngerer Bruder Geoffrey diente als Militär und Beamter in Wales und in der Gascogne. William de Beauchamp überließ im hohen Alter 1257 die Familienbesitzungen seinem gleichnamigen Sohn William de Beauchamp. Dieser starb jedoch bereits 1262, angeblich wurde er vergiftet. Daraufhin wurde sein minderjähriger Bruder John Erbe der Besitzungen. Dieser unterstützte während des Zweiten Kriegs der Barone die Adelsopposition unter Simon de Montfort und fiel am 4. August 1265 in der Schlacht von Evesham. Daraufhin wurde die Tochter seines ältesten, bereits verstorbenen Bruders Simon Erbin der Besitzungen, die jedoch kurz darauf kinderlos starb. Schließlich wurde das Erbe in einer aufwändigen Erbteilung unter den drei Schwestern von John de Beauchamp bzw. unter deren Nachfahren aufgeteilt.

## Stammliste
1. Hugh de Beauchamp (vor 1080–um 1118); ⚭ Matilda
  1. Simon de Beauchamp († 1136 oder 1137); ⚭ NN
    1. Tochter ⚭ Hugh Beaumont († nach 1140) 1138 Earl of Bedford, verwirkt 1142, danach Hugh Poer, Hugo Pauper genannt, Sohn von Robert de Beaumont, Comte de Meulan, Earl of Leicester, und Elisabeth de Vermandois

  2. Robert de Beauchamp († vor 1130); ⚭ NN
    1. Miles de Beauchamp († zwischen 1142 und 1153)
    2. Payn de Beauchamp († vor 1155); ⚭ Rohese de Vere, Tochter von Aubrey II. de Vere, Chamberlain of England, und Adelisa de Clare, Witwe von Geoffrey de Mandeville, 1. Earl of Essex
      1.  ? Helen
      2. Simon de Beauchamp (um 1145–1206/1207), Lord of Bedford; ⚭ Isabella, sie heiratete in zweiter Ehe Nicholas de Kenet
        1. William de Beauchamp (1185–1260); ⚭ (1) 1207 Gunnora de Lanvalay, wohl Tochter von William de Lanvalay und Gunnora de Saint-Clair; ⚭ (2) Ida Longespée, Tochter von William Longespée, 3. Earl of Salisbury, und Ela, Countess of Salisbury, Witwe von Ralph de Somery
          1. (1) John de Beauchamp († vor 1232)
          2. (2) Simon de Beauchamp († 1256); ⚭ Isabel
            1. Joan de Beauchamp

          3. (2) William de Beauchamp († 1262)
          4. (2) John de Beauchamp (nach 1241–1265 in der Schlacht von Evesham)
          5. (2) Matilda de Beauchamp († vor 1275); ⚭ (1) Roger de Mowbray, Lord of Thirsk († 1266), Sohn von William de Mowbray, Baron of Axholme, und Avice; ⚭ (2) Roger Lestrange († 1311)
          6. Ela de Beauchamp; ⚭ Baldwin Wake, Sohn von Hugh Wake und Joan de Stuteville
          7. (2) Beatrice de Beauchamp; ⚭ (1) Thomas FitzOtes of Mendlesham (Suffolk), Sohn von Otes FitzWilliam und Margaret; ⚭ (2) William de Munchensi of Edwardstone, Sohn von William de Munchesi und Joan de Crek

        2. Geoffrey de Beauchamp († nach 1257)
        3. ? Robert de Beauchamp, 1248 bezeugt

    3.  ? Oliver de Beauchamp (* wohl 1110/25; † vor 1157); ⚭ NN – Nachkommen